# 察素齐召
察素齐召，俗称“白塔寺”、“白塔召”，位于内蒙古自治区呼和浩特市土默特左旗察素齐镇人民路南端，是一座藏传佛教格鲁派寺院。

## 简介
白塔寺位于察素齐镇内的人民路南端。地处察素齐镇召庙巷南端。该召初建于清朝嘉庆年间，道光年间获得扩建。中华人民共和国成立以后，召内的建筑仍保存完整，有正殿三间，藏式平顶二层楼6间，藏式独贡二层，经堂五间，东厢房五间，西厢房三间，经堂前有白塔一座以及四大天王殿三间，召内的壁画非常精美，塑像生动。文化大革命中，白塔召被毁，仅存经堂五间。改革开放后，该召被定为土默特左旗文物保护单位。
1979年，土默特文物馆成立，馆址设在该召内，占地面积10080平方米，馆藏新石器时代以来各历史时期的土默特文物百余件。
2012年，土默特左旗文化体育局对白塔寺公园建设项目进行招标，白塔寺公园将建在该召内。